# 萬庫雷山
17°7′44″S 69°40′53″W / 17.12889°S 69.68139°W
萬庫雷山（Wanq'uri），是秘魯的山峰，位於該國南部普諾大區的埃爾科廖省，屬於安第斯山脈的一部分，處於索拉維科山東南面和托馬托馬尼山東北面，海拔高度5,074米。